# Westforschung
Als Westforschung wurde in der Weimarer Republik und im Nationalsozialismus die wissenschaftliche und populärwissenschaftliche Beschäftigung mit der Geschichte und der Kultur im Osten und Nordosten Frankreichs, in der Schweiz, der Niederlande, Belgiens und Luxemburgs sowie in den westlichen Grenzgebieten des Deutschen Reiches bezeichnet.

## Westforschung
Die Anfänge der Westforschung liegen vor dem Ende des Ersten Weltkriegs. Charakteristisch waren eine politische Motivation der Forschung sowie eine Tendenz zur Konzeptualisierung einzelner Regionen als einheitlichem deutschem „Grenzraum“, der vor allem im Nationalsozialismus auch als deutscher „Westraum“ oder „Westland“ bezeichnet wurde. Die Westforschung ging damit weit über die Revision der im Versailler Friedensvertrag festgelegten Grenzveränderungen im Westen des Deutschen Reiches hinaus. Die Westforschung fand vor dem Hintergrund der Volks- und Kulturbodenforschung einerseits und der Politisierung wissenschaftlichen Handelns im Zuge der jungkonservativen Radikalisierung des völkischen Nationalismus andererseits statt. Sie war ein Pendant zur Ostforschung, mit der sie konzeptionell, methodisch, institutionell und personell eng verflochten war. Neben geschichts- und kulturwissenschaftlichen Disziplinen umfasste sie geographische, raumplanerische, archäologische, volkskundliche, wirtschaftswissenschaftliche und ingenieurwissenschaftliche Komponenten. Sie bezog kollaborierende Wissenschaftler, Experten und politische Akteure aus den westlichen Nachbarstaaten aktiv ein. Neben einer wissenschaftlichen Legitimation für eine „Neuordnung“ der westlichen Nachbarstaaten erschloss sie besatzungspolitisch relevantes Wissen; zahlreiche Akteure der Westforschung wirkten daher an besatzungspolitischen Maßnahmen und Programmen mit. Nach dem Ende des Zweiten Weltkrieges blieben Ansätze und Fragestellungen der Westforschung zunächst wirksam, wenngleich der Kontext der deutschen Expansion einem Kontext der europäischen Integration wich. Einzelne Wissenschaftler, die diese Strömung repräsentierten, hatten noch bis 1960 Einfluss. Zu diesen gehörten unter anderem die Historiker Franz Petri und Franz Steinbach.
Der belgische Romanist Maurice Wilmotte hatte bereits am 19. Oktober 1939 in der Brüsseler Tageszeitung Le Soir einen Artikel veröffentlicht, in dem er der deutschen „Landnahmeforschung“, also der Westforschung, vorwarf, eine militärisch-politische Eroberung Belgiens ideologisch vorzubereiten. Der Begründung für territoriale Ansprüche, die sich aus dieser Landnahmeforschung ergaben, erteilte auch der deutsche Romanist Harri Meier eine Absage: Er bezweifelte die Aussagekraft von etymologisierten Eigen- und Ortsnamen, die den Norden Frankreichs bis zur Loire für altes germanisches Siedlungsland erklären sollten. Die Vereinnahmung der Sprachwissenschaft durch die Politik lehnte er ab.

## Westdeutsche Forschungsgemeinschaft
Die tragende Institution der Westforschung war die schon während der Weimarer Republik gegründete Westdeutsche Forschungsgemeinschaft (WFG), eine Teilorganisation der Volksdeutschen Forschungsgemeinschaften (VFG). Diese stützte sich vor allem auf drei regionale Institute, die jeweils auf einen Abschnitt des „Grenzraumes“ spezialisiert waren: das 1920 gegründete Institut für geschichtliche Landeskunde der Rheinlande an der Universität Bonn, das 1921 gegründete Wissenschaftliche Institut der Elsass-Lothringer im Reich der Universität Frankfurt und das 1931 gegründete Alemannische Institut in Freiburg. Zahlreiche weitere Institute sowie regionale Vereine und historische Kommissionen waren in die Struktur der Westdeutschen Forschungsgemeinschaft integriert. Darüber hinaus wurde die wissenschaftliche Flankierung der Saarabstimmung von der 1926 gegründeten Saarforschungsgemeinschaft wahrgenommen. Während des Nationalsozialismus sind in der Vorbereitungsphase des Zweiten Weltkrieges eine Reihe weiterer Forschungsinitiativen und -programme nachweisbar, deren Verhältnis zur WFG teils durch Kooperation, teils durch Konkurrenz bestimmt war.
Wie die übrigen Volksdeutschen Forschungsgemeinschaften, war die WFG in die Legitimierung der Besatzungspolitik in Frankreich, den Niederlanden, Belgien und Luxemburg einbezogen. Hierzu zählte auch die Bereitstellung von Expertisen für eine territoriale „Neuordnung“, eine Neuziehung der deutschen Westgrenze sowie die Bevölkerungspolitik einschließlich einer vorgesehenen zwangsweisen Germanisierung der frankophonen nordost- und ostfranzösischen Gebiete. Die Hauptakteure der Westforschung forcierten die Zusammenarbeit mit Kollaborateuren, schöpften das Fachwissen relevanter Disziplinen und Institute ab, besetzten Gastprofessuren oder waren an dem Raub kultureller, wirtschaftlicher oder archivalischer Güter beteiligt. Ein organisatorisches Projekt von hoher Bedeutung war in diesem Kontext 1941 die Gründung der Reichsuniversität Straßburg, deren wissenschaftliche Personalpolitik Ernst Anrich bestimmte.
Wichtige frühe Vertreter der zunächst „jungkonservativ“ geprägten Westforschung waren Max Hildebert Boehm und Martin Spahn. Wirkungsmächtige geschichts- und kulturwissenschaftliche Vertreter der Westforschung waren u. a. Friedrich Metz, Franz Steinbach, Franz Petri, Hermann Aubin und Emil Meynen. Innerhalb der Wirtschaftswissenschaften und Wirtschaftsgeographie spielten Bruno Kuske und Walter Geisler eine wichtige Rolle.